# Карл Цайс
За фирмата със същото име вижте Карл Цайс (предприятие).
Карл Фридрих Цайс (на немски: Carl Friedrich Zeiss) е германски инженер-механик и оптик, известен преди всичко като основател на фирмата, която носи неговото име – Carl Zeiss Jena, или днес само Zeiss.
Цайс прави подобрения в производствения процес на лещи, които се прилагат и до днес. Той става известен със своите оптични уреди с голяма относителна апертура, които формират по-качествено и по-светосилно изображение. Създаденото от него предприятие произвежда главно микроскопи, а след изобретяването на фотоапарата – и фотографски обективи, с което фирмата Zeiss AG е прочута и в наши дни.
Важна предпоставка за едно равномерно-добро качество на произвежданите оптични уреди е овладяването на производството на различни марки оптично стъкло с повтаряеми свойства и особено разработката на нови видове стъкла. Карл Цайс и синът му Родерих, които работят заедно с Ернст Абе, привличат в Йена Ото Шот от Витен и основават през 1884 фирмата „Glastechnisches Laboratorium Schott & Genossen“, която по-късно става „Schott AG“.